# Brian Faulkner
Pour les articles homonymes, voir Faulkner.
Brian Faulkner (né le 18 février 1921 et mort le 3 mars 1977), baron Faulkner de Downpatrick, est un homme politique britannique d'Irlande du Nord.

## Biographie
Né à Helen's Bay près de Bangor dans le comté de Down, il devient le plus jeune député du Parlement d'Irlande du Nord en 1949, élu sous les couleurs du Parti unioniste d'Ulster. Ministre des Affaires intérieures de 1959 à 1963, il est ministre du Commerce dans le cabinet O'Neill de 1963 à 1969 puis ministre du Développement dans le cabinet Chichester-Clarke de 1969 à 1971. En mars 1971, il est élu au poste de Premier ministre. Un an plus tard, le gouvernement et le parlement d'Irlande du Nord sont abolis, le pays passant sous le contrôle direct du gouvernement britannique.
En juin 1973, une Assemblée nord-irlandaise est élue dans le cadre d'une réforme des institutions de la province. Après la conclusion de l'accord de Sunningdale, un nouvel exécutif dirigé par Brian Faulkner est formé le 1er janvier 1974. Mais l'opposition unioniste, la violence de l'Armée républicaine irlandaise provisoire, et finalement les grèves des loyalistes font échouer l'accord en mai 1974 ce qui entraîne la démission de Faulkner et de son gouvernement.
En février 1977, il est créé pair à vie dans la pairie du Royaume-Uni en tant que baron Faulkner de Downpatrick. Cela lui permet de siéger brièvement à la Chambre des lords peu avant sa mort.